# Arnaldo Cardoso Rocha
Arnaldo Cardoso Rocha (Belo Horizonte, 28 de março de 1949 - São Paulo, 15 de março de 1973) foi um estudante secundarista,  militante aliado aos partidos: Ação Libertadora Nacional (ALN), Corrente Revolucionária de Minas Gerais (CORRENTE) e Partido Comunista Brasileiro (PCB).
Foi morto em confronto com forças do estado, seu caso é investigado pela Comissão Nacional da Verdade.

## Biografia
Filho de Annette Cardoso Rocha e João de Deus Rocha, compunha uma família com nove irmãos. Cursou o primário no Grupo Escolar Barão do Rio Branco e o ginásio no Colégio Padre Machado, em Belo Horizonte. Neste período, em que cursava o colegial (atual ensino médio), iniciou sua militância política no Partido Comunista Brasileiro (PCB). Devido aos rumos que o movimento estudantil tomou, após o golpe de 1964, Arnaldo não chegou a concluir o 2° grau.
Foi ex-soldado do exército e trabalhou no Colégio Militar, na Pampulha.
Segundo depoimento de sua mãe, Arnaldo Cardoso era bastante reservado quanto à sua militância política. Foi bastante influenciado pelo pai, que foi um antigo militante comunista.   
Foi casado com Iara Xavier Pereira, com quem teve seu único filho: Arnaldo Xavier Cardoso Pereira, nascido em 5 de setembro de 1973 e que foi estudante de Engenharia Florestal em Viçosa (MG). Em 1994, com 20 anos de idade, faleceu em um acidente automobilístico. 

## Militância
Como militante político, Rocha precisava usar nomes falsos e trocava-os com frequência. Alguns de seus codinomes eram: Bigode, Fábio, Jiboia, Roberto, José Carlos Libano, Pedro Luiz, Vitaker Vidigal, Jerônimo, José Carmo Espinelli. 
O primeiro partido ao qual se filiou foi o PCB. Depois, juntamente com outros jovens, participou da CORRENTE, quando passou a viver na clandestinidade em 1969. Mais tarde integrou-se à ALN, onde chegou a se tornar dirigente, integrando o Comando Nacional da ALN. A partir daí seu paradeiro frequentemente era incerto, as fugas se tornaram mais frequentes devido ao aumento da repressão política.
Já casado com Iara Xavier Pereira (também militante da ALN), passou a ser fortemente perseguido e em 1972 decidiu ir para o exterior, precisamente em Cuba, onde permaneceu pouco tempo, voltando logo ao Brasil. Depois de retornar, atuou na região Nordeste e, após a morte do dirigente da organização Iuri Xavier Pereira (em 14 de junho de 1972), Arnaldo começou a atuar em São Paulo (SP). Porém, não resistiu, e em menos de 1 ano foi pego, torturado e morto pelos agentes do DOI-CODI de São Paulo. 

## Emboscada da rua Caquito
Arnaldo foi surpreendido pouco antes das 14h30min pela polícia que fazia patrulha na zona leste, na rua Caquito, altura do número 300, no Bairro da Penha, com os companheiros Francisco Emanuel Penteado, de 20 anos, e Francisco Seiko Okama, de 26 anos. Na época, a versão oficial divulgada pela polícia era de os três haviam resistido à prisão ao serem abordados pelas forças de segurança no local, e que dois deles teriam morrido (por tiros) em frente ao número 247, um deles, Arnaldo Rocha. Entretanto, testemunhos colhidos por Iara Xavier Pereira e Suzana K. Lisbôa nos anos 80 apontam que, pelo menos dois deles, Rocha e Seiko, foram baleados e levados com vida para o prédio do DOI-CODI em São Paulo.
Em uma notícia publicada pelo jornal O Estado de S. Paulo no dia 16 de março de 1973, aponta Arnaldo, Penteado e Seiko como "terroristas".
| “ | TERROR PERDE TRÊS EM TIROTEIO Três terroristas que lideraram a ação que provocou a morte do português proprietário do restaurante Varela, na Mooca, foram mortos na tarde de ontem durante tiroteio com agentes dos órgãos de segurança, na rua Caquito, no bairro da Penha, (...) Morreram no local os terroristas Arnaldo Cardoso Rocha , representante do comando Nacional da ALN, em São Paulo; Francisco Emanoel Penteado , encarregado da subdivisão estudantil; e Francisco Seiko Okama, do grupo tático armado terrorista. (...)Aparecida Guarnieri Rodrigues e um agente foram feridos(...) Notícia Transcrita do Livro Mulheres que foram à Luta Armada - entrevista com Iara Xavier Pereira | ” |

Rocha foi torturado e assassinado, prestes a completar 24 anos, em São Paulo, no dia 15 de março de 1973, pelos agentes do DOI-CODI juntamente com Francisco Emanuel Penteado e Francisco Seiko Okama.
A família do militante soube de sua morte pela televisão. Partiram de Minas Gerais para São Paulo, a fim de buscar o corpo. Foi enterrado no Cemitério Parque da Colina, na cidade natal de Arnaldo.

## Controvérsias sobre causas da morte
O laudo necroscópico assinado em 1973 pelo médicos legistas Isaac Abramovitch e Orlando Brandão alegava que Arnaldo Rocha havia morrido em combate com a polícia. O laudo médico informava ainda que o corpo de Rocha possuía sete perfurações de bala. A mesma versão consta das requisições de exame necroscópico encaminhadas pelo DOPS/SP ao IML/SP.
Em 11 de dezembro de 2013, saiu o resultado de um novo laudo encomendado pela Comissão Nacional da Verdade. Segundo a pericia criminal da medicina legal da Secretaria de Direitos Humanos, Arnaldo foi ferido por projéteis, antes de ser levado para o DOI-CODI, na rua Tutoia, Vila Mariana, onde foi torturado e morto. Além disso, os peritos que realizaram a nova análise encontraram não sete, mas, pelo menos, quinze tiros que atingiram o corpo de Rocha, com um total de trinta perfurações.
Na exumação realizada por peritos do Centro de Medicina Legal da Faculdade de Medicina de Ribeirão Preto (USP), indicou que o corpo do militante da ALN estava sepultado em uma urna metálica, em um local onde havia um alagamento, característica que preservou alguns tecidos, e assim, facilitou a análise. Além disso, foram encontrados seis projéteis que ainda estavam no corpo de Rocha, além de lesões identificadas nos ossos que mostravam trauma com sangramento por baixo da camada óssea, característica que aparece quando há um grande impacto, oriunda de tortura. 
A conclusão final do laudo pericial é que o tiro fatal que vitimou Rocha partiu de cima para baixo, quando o militante já estava indefeso e sem condições de reagir. Assim, a causa da morte atestada passou a ser de traumatismo crânio-encefálico e a causa jurídica da morte de Rocha foi revisada para homicídio doloso.
A exumação do corpo de Rocha foi acompanhada pela esposa dele, agora viúva, Iara Xavier Pereira, que hoje é ativista política e luta pela memória das vítimas da ditadura militar.

Bandeira do Grêmio Livre Estudantil Arnaldo Cardoso Rocha

## Homenagens
Em homenagem a Arnaldo Cardoso Rocha, a cidade de Belo Horizonte deu o seu nome a uma rua no bairro Itapoã.
Além disso, o Grêmio Estudantil dos Campi I e II do Centro Federal de Educação Tecnológica de Minas Gerais (CEFET-MG), recebeu o nome de Grêmio Livre Estudantil Arnaldo Cardoso Rocha.
Por fim, Arnaldo Cardoso Rocha faz parte de uma lista de 58 pessoas, mortas durante o período da ditadura civil-militar, que foram homenageadas em um monumento na cidade de Belo Horizonte. Entre 1964 e 1985, 85 mineiros morreram após sessões de tortura ou foram executadas antes de serem presas enquanto lutavam contra o regime militar, e a obra visa homenagear aqueles que nasceram no estado. Fica localizada em frente à antiga sede do Dops (Delegacia de Segurança Pessoal e de Ordem Política e Social), na Avenida Alfonso Pena.
A mineira é apenas a primeira das capitais brasileiras a receber o monumento, cujos traços remetem à da bandeira nacional de forma vazada, traz os nomes dos mortos e também um espaço dedicado à colocação de flores para as vítimas. Foi idealizado pelo arquiteto gaúcho Tiago Balem e inaugurado em maio de 2013 pelo então Secretário Nacional de Justiça Paulo Abrão. Em seu discurso, disse que o monumento não apenas presta homenagem às pessoas que lutaram pela democracia, como também servem de exemplo para que os atos praticados no período da ditadura não voltem a ocorrer. Ainda falou sobre as opiniões que se referem à ditadura como positiva: "esse tipo de fala revela desconhecimento sobre o período”.